# Lough Ramor
Lough Ramor (irl. Loch Ramhar) – naturalny zbiornik wodny o powierzchni około 800 ha położony w pobliżu miasta Virginia, w hrabstwie Cavan w Irlandii.
Jezioro wzięło nazwę od imienia lokalnego bóstwa Miramar (dosłownie irlandzkie tłumaczenie: tłusty kark), wczesne źródła odwołują się do nazwy Loch Muinreamhair.